# 阿什比 (內布拉斯加州)
阿什比（英語：Ashby）是位於美國內布拉斯加州格蘭特縣的非建制地區。

## 歷史
阿什比的郵局自1908年營運至今。

## 地理
阿什比所處的海拔為高於海平面1173米（即3843英呎），而該地所採用的時區為UTC-7，即北美山地時區（MST）。同時該地設有夏令時間，為UTC-7調快一小時，即UTC-6（MDT）。